# О христианском учении (Мильтон)
«De Doctrina Christiana» («О христианском учении») — богословский трактат английского поэта и мыслителя Джона Мильтона (1608—1674), содержащий систематическое изложение его религиозных взглядов. Латинская рукопись «Учения» была обнаружена в 1823 году и издана в 1825 году. Вопрос об авторстве произведения является дискуссионным. В пользу теории о неаутентичности текста высказываются замечания как содержательного плана (оно противоречит идеям других его произведений, прежде всего поэм «Потерянный рай» и «Возвращённый рай»), так и бытового, поскольку сложно представить, что такой сложный текст мог быть написан слепым человеком. Тем не менее, после почти столетия междисциплинарных исследований, общепринятым является мнение о принадлежности трактата Мильтону. Достаточно точно установлены ход работы над рукописью, её судьба после смерти автора и причины, по которым она не была опубликована при его жизни. Наиболее распространённой в настоящее время точкой зрения на «Учение» является рассмотрение его как богословского комментария к поэмам.
При работе над «Учением» Мильтон следовал сформулированным им самим богословским принципам, восходящим к протестантской концепции Sola Scriptura («только Писание»). В двух книгах трактата рассмотрены все основные вопросы христианского богословия, однако внимание исследователей привлекли лишь несколько. Прежде всего, это позиция Мильтона по вопросу о догмате Троице, в которой он сближается с арианами и другими антитринитариями. В современной Мильтону Англии следование этому осуждённому в IV веке еретическому учению каралось смертной казнью, и обнародование «Учение» существенно повлияло на восприятие его поэм, ранее считавшихся образцом ортодоксии. Предпринятый после публикации «Учения» анализ богословских взглядов Мильтона выявил его близость к арминианству, отклоняющегося от кальвинистской и англиканской догмы в вопросе о свободе воле и спасении.

## Рукопись и обстоятельства создания

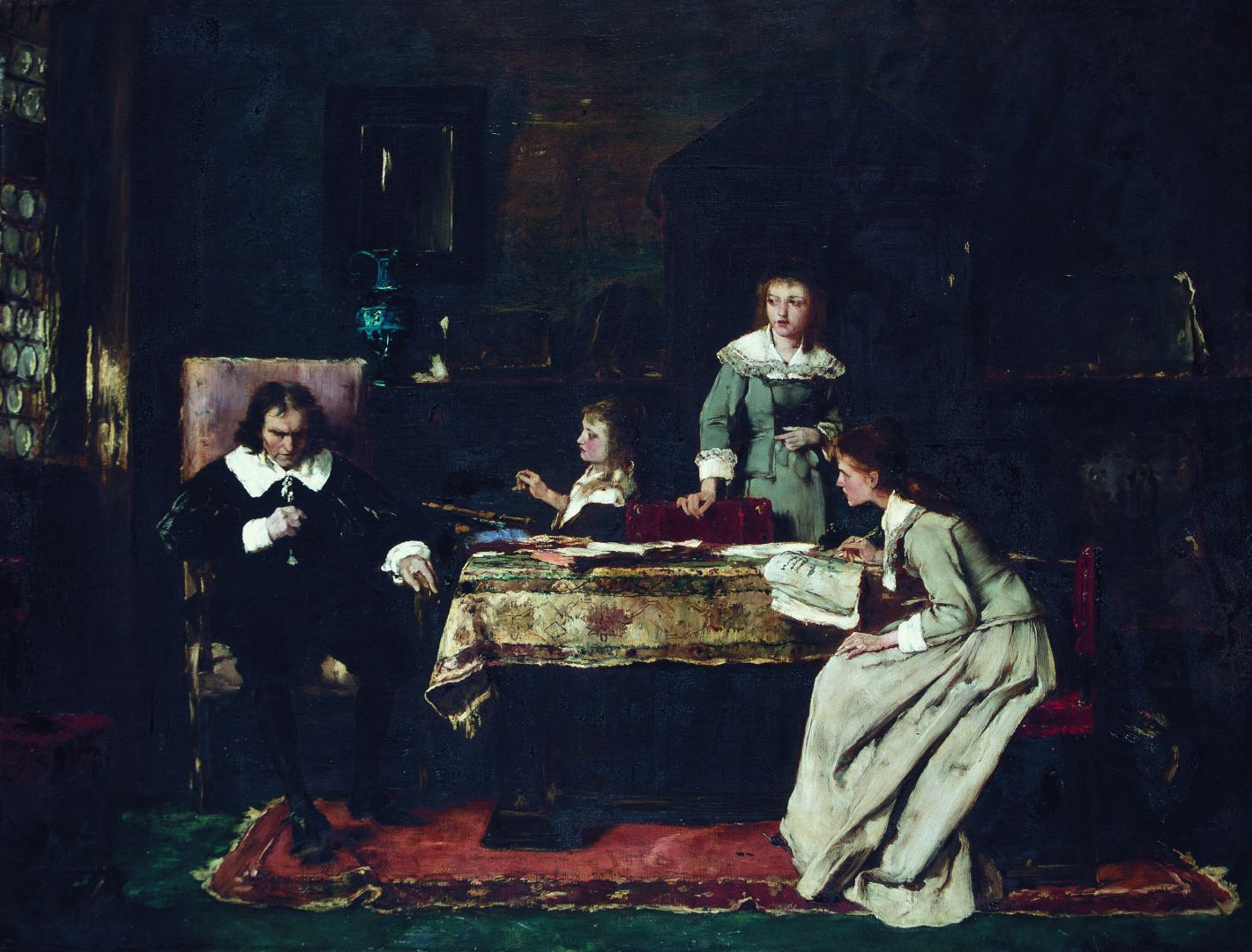
Мильтон. Картина Михая Мункачи, 1877/78 год

Известно пять воспоминаний современников Мильтона, на основании которых можно реконструировать обстоятельства создания «De Doctrina Christiana». В начале 1652 года Мильтон полностью ослеп. Согласно Джону Обри, чьи «Minutes of the Life of Mr John Milton» были написаны предположительно в 1681 году, Мильтон обладал прекрасной памятью и отличной способностью упорядочивать материал, что позволяло ему преодолевать неудобства от своей слепоты. Заметки Обри следующим образом описывают распорядок дня поэта: пробуждение в 4:30 утра, после чего секретарь приходил к нему и читал Еврейскую Библию, после чего Мильтон некоторое время предавался размышлениям. К работе он приступал в 7 утра и диктовал до обеда, за которым к нему часто присоединялись различные образованные люди, искавшие общества великого человека. Как молодых людей, привлекавшихся к записи, в момент, когда Мильтон решал начать диктовку, так и посетителей, в доме Мильтона бывало довольно много, однако незаконченные произведения не получали широкого распространения. Даже рукопись «Потерянного рая» имела весьма ограниченное хождение среди поклонников Мильтона, так что не удивительно, что о работе над произведением, которое могло привести к обвинениям в ереси и богохульстве мало кто знал.
Согласно общему мнению, трактат был написан между 1655 и 1658 годами, таким образом возникает вопрос, каким образом мог быть написан этот достаточно сложный текст. Исследователи отмечают, что в этом деле ему помогали хорошая память, многочисленные помощники и ранее сделанные богословские выписки («Index Theologicus» или «Commonplace Book», впоследствии утраченный). Также мильтоноведами указывается, что написанные в этот же период поэмы «Потерянный рай» и «Возвращённый рай» не менее сложны. В воспоминаниях «Doctrina» упоминается под разными названиями: как «a Body of Divinity» у Кириака Скиннера, «a Tractate» и «System of Divinity» у Эдварда Филлипса (племянника Мильтона) и как «Idea Theologiae» у Энтони Вуда и у Обри. Вероятно, своё окончательное название, отсылающее к трактату Аврелия Августина, текст получил уже после смерти автора.
Трактат начинается со вступления, в котором Мильтон рассказывает о причинах, которые привели его к мысли предпринять данное исследование. Он сообщает, что достигнув достаточного уровня владения ивритом в результате чтения Ветхого и Нового Заветов на языке оригинала, он продолжил изучение христианского богословия по многочисленным богословским трактатам, ни один из которых его не удовлетворил. Наконец, опираясь только на Библию, он составил своё собственное изложение христианской веры, полностью соответствующее его взглядом, чтобы всегда иметь его под рукой (лат. ad manum mihi esset). Не стремясь излагать собственные мысли, он старался максимально использовать библейские цитаты — в результате их в «Doctrina» более 700. Из текста вступления можно сделать вывод, что Мильтон рассматривал трактат как своё «лучшее и богатейшее достояние» лат. melius aut pretiosius nihil habeo и собирался поделиться им со всем миром — условием для этого должно было стать укрепление «реформированной религии и отсутствие опасности от папистов». Принимая во внимание, что пуритане рассматривали реформы архиепископа Уильяма Лода и церковь при короле Карле I в целом, как католическую, это позволяет датировать возникновение замысла «Учения» примерно серединой 1640-х годов. Также католическую опасность Мильтон мог видеть Контрреформации и Тридцатилетней войне, рассматривавшейся в Англии как религиозный конфликт.

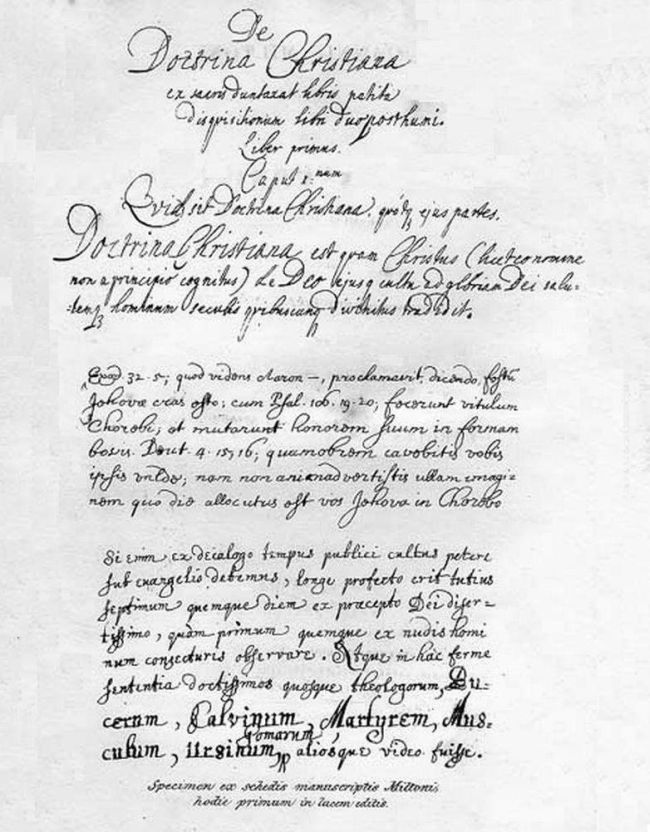
Титульная страница рукописи «De Doctrina Christiana»

Причины, по которым произведение не было опубликовано при жизни автора носили, вероятно, политический характер. Принятый в мае 1648 года по инициативе пресвитерианских парламентариев «Акт о богохульстве» определял категории ересей, за которые полагались тюремное заключение или смертная казнь. К последним относились отрицание Троицы, искупления и воскресения Христа, сомнение в авторитете Священного Писания. Заключением карались такие доктрины, как универсализм, арминианство, мортализм, антиномизм, отрицание таинств, крещения детей и субботы. Значительное количество из них разделял Джон Мильтон и, по подсчётам американского религиоведа Мартина Ларсона, он мог быть осуждён по пяти обвинениям, предполагавшим смертную казнь, и по восьми на пожизненное заключение. Несмотря на это, Мильтон рассматривал период после свержения монархии как время свободы. Реставрация Стюартов в 1660 году ознаменовала конец надежд на построение лучшего общества и усиление религиозных преследований.
В ноябре 1823 года Роберт Лемон-ст., хранитель архива Его Величества, обнаружил рукопись «De Doctrina Christiana» в шкафу старого архива на Уайтхолле. Лемон определил Джона Мильтона как автора текста — на титульном листе стояло имя IOANNES MILTONVS, а также инициалы I. M. после вступления — и сообщил о своём открытии в середине января следующего года, а 29 марта рукопись обсуждалась на заседании Палате общин. В 1825 году трактат был опубликован в английском переводе епископа Чарльза Самнера и сопровождён исторической справкой. Авторство Мильтона в этот момент было признано всеми, за исключением епископа Солсберийского Томаса Бёрджесса, который отказался видеть в авторе унитарианского произведения Мильтона. Постепенно, однако, возражения были сняты и «Doctrina» вошла в официальный канон произведений Мильтона. После обнаружения рукопись несколько раз меняла место своего хранения, и с декабря 1996 года находится в Национальных архивах в Кью.
На основании найденных вместе с рукописью конверта и пакета, содержащих несколько имён, было установлено имя одного из двух секретарей Мильтона, писавших под его диктовку: первая часть рукописи была написана рукой Дэниэла Скиннера, родственника (возможно, племянника) более известного другого секретаря и ученика Мильтона, Кириака Скиннера. Пакет, в свою очередь, был предназначен для сэра Джозефа Уильямсона который, вероятно, в 1677 году и поместил рукопись в архив. Разыскания учёных конца XIX—начала XX веков позволили установить некоторые этапы судьбы рукописи до передачи её Уильямсону. Выяснилось, что в 1674 году Скиннер отправил рукопись через голландского моряка Симона Хеера (Symon Heere) представителю известной издательской династии Даниилу Эльзевиру. Тот, в свою очередь, который решил узнать мнение известного ремонстрантского богослова Филиппа ван Лимборха. Гораздо позднее, в 1711 году Лимборх в письме к германскому библиофилу Захарии фон Уффенбаху объяснил, что, видя явную арианскую направленность этого произведения Мильтона, отсоветовал его издавать. Если личность секретаря, рукой которого были написаны первые 196 страниц рукописи — Дэниэла Скиннера была установлена достаточно быстро, о том, кто записал страницы 197—735 первое предположение появилось только в 1923 году. Согласно Дж. Хэнфорду (Hanford, James H.), это был Джереми Пикар (Jeremie Picard), рукой которого было написано несколько юридических документов Мильтона и сделаны записи в его семейной Библии. Судя по всему, Пикар работал над рукописью в 1658—1660 годах. О его дальнейшей судьбе практически ничего не известно, за исключением того, что он, видимо, был пациентом в Бедламе в 1700 году. Считается, что Пикар начал переписывание рукописи, а Скиннер довёл его до конца. Страницы рукописи «De Doctrina Christiana» объединены в три тома и пронумерованы рукой Д. Скиннера. Нумерация содержит ошибки: последовательность номеров с 626 по 635 повторяется, и в современных изданиях страницы из второго диапазона обозначаются как 626b—636b; страница 308 является чистовой копией страницы 308a. Страницы, написанные рукой Пикара, содержат правки и пометки Скиннера, а также других не идентифицированных писцов. Большая часть манускрипта представляет собой «палимпсест», в котором сложно выделить слой достоверного текста. По самым полным подсчётам, рукопись претерпела четыре большие редакции после Пикара, не считая более мелких правок семи не идентифицированных писцов.

## Богословие Мильтона в контексте эпохи

### Влияние и заимствования

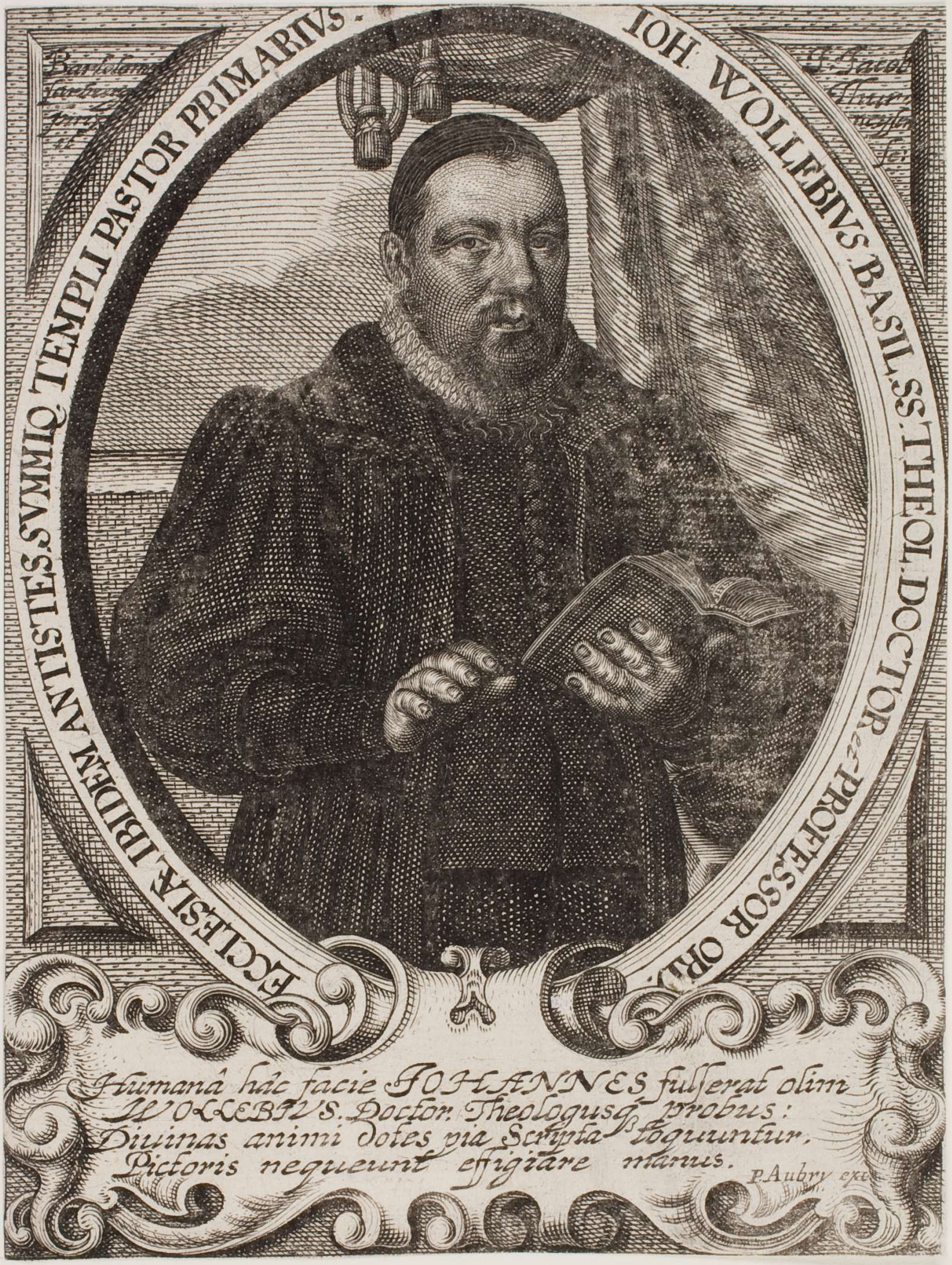
Портрет швейцарского богослова Иоганна Воллеба (1589—1629)

Рассмотрение идей Мильтона в контексте мейнстрима протестантского богословия XVII века является достаточно сложной задачей в силу крайней неоднородности реформационного богословия. В дополнение к возникшим на раннем этапе Реформации течениям, лютеранству, кальвинизму и цвинглианству, позднее добавились радикальные учения анабаптистов, каликстинцев, унитариан и других. Богословские традиции также видоизменялись в отдельных странах, в том числе и в Англии. Все эти учения боролись не только с католицизмом, но и друг с другом. Гнесиолютеране обвиняли сторонников Филиппа Меланхтона в скрытом кальвинизме в части учения об евхаристии и скрытом католицизме в части сотериологии. Подписание Формулы согласия в 1577 году стабилизировало лютеранскую ортодоксию. Аналогичного документа в кальвинизме принято не было, и 39 статей англиканского вероисповедания основаны на нём лишь частично.
Согласно распространённому представлению, религиозные взгляды Мильтона сложились в его ранние годы, однако детальное рассмотрение не подтверждает эту теорию. Он вырос в пуританской семье прихожан лодианской церкви на улице Хаммерсмит, и некоторые исследователи обнаруживают пуританские мотивы в его ранней пьесе «Комос» (1634). Однако явных указаний на наличие определённой богословской позиции в ранних текстах Мильтона не много. В рождественской оде (1629) он выражал счастье молиться «троичному единству» Бога и взывал к Его трём лицам в памфлете «Of Reformation» (1641). Намёком на религиозные симпатии можно считать письмо Мильтона одному из членов гугенотской академии Сомюра от 1 августа 1657 года, находившейся в оппозиции к ортодоксальному кальвинизму. В полемике с деятелями академии были сформулированы кальвинистские догматы о божественном вдохновении еврейской версии Ветхого завета с точностью до буквы, ограниченном искуплении и непосредственном вменении греха.
Исследователями высказывались различные предположения о том, кто оказал влияние на создание «Учения». Как правило, называются имена Мигеля Сервета, Якоба Бёме и Бернардино Окино, однако твёрдых оснований для таких утверждений не много. Ещё первый издатель «Учения» Чарльз Самнер обратил внимание на сходство структуры трактата с «Compendium Theologiae Christianae» (1626) базельского богослова Иоганна Воллеба. Книга Воллеба пользовалась большой популярностью как один из лучших учебников по систематическому богословию, к 1660 году выдержала 8 изданий и была переведена на несколько европейских языков. Хотя «Compendium» не упоминается явно Мильтоном, ряд выражений в обоих трактатах весьма похожи. Кроме того, согласно воспоминаниям его племянника Эдварда Филлипса, книги Воллеба и Уильяма Эймса (Medulla Theologica, 1623) использовались на занятиях древними и современными языками в 1640—1646 годах. Влияние Эймса также заметно в одном из трактатов Мильтона о разводе. Оба этих автора следовали диалектическому методу француза Пьер де ла Раме, отрицавшего схоластический метод. Своеобразное богословие Раме, изложенное в его «Комментарии к христианской религии в четырёх книгах» («Commentarium de religione Christiana libri quatuor», 1577), касалось не столько природы Бога, сколько искусству «жить хорошо» (лат. doctrina bene vivendi). В отличие от общих установок реформационного богословия, Раме уменьшил цитирование Библии за счёт философских трудов Аристотеля и поэзии Вергилия. Более существенным было влияние методологии Раме, развитого им комплекса приёмов систематического изложения (рамизм) с использованием пространственной визуализации, построения диаграмм и таблиц. Важным аспектом метода Раме было использование дихотомии, что проявилось, в частности, в двухчастной структуре трудов его последователей. Однако, как отмечает М. Келли, влияние Эймса и Валлеба ограничилось только структурой книги, а не её содержанием. Помимо этих двух богословов, в «Учении» цитируются труды Андреаса Мускулуса, Давида Пареуса, Джона Кэмерона, Франциска Гомара, Иоганна Урсинуса, Амандуса Полануса, Джироламо Занчи, Луи Каппеля, Джошуа Плаке (Joshua Placaeus) и Симон Епископий. По имени в тексте названы только четверо (Эймс, Мускулус, Пареус и Кэмерон).
Знакомство Мильтона с антитринитаризмом, возможно, состоялось в августе 1650 года, когда ему было поручено проверить на соответствие законодательству социнианского Раковского катехизиса (в отличие от мнения Парламента, его заключение было положительным). Появление антитринитаризма в Англии связывают с именем итальянца Бернардино Окино, проповедовавшего в Лондоне в 1547—1553 годах. К концу XVI века приверженность этому учению стала караться смертной казнью. В середине XVII века этот вопрос обсуждался в т. н. «кружке Хартлиба», с некоторыми представителями которого Мильтон был знаком.
Существует также тенденция рассматривать развитие идей Мильтона в контексте материалистических учений. Французский исследователь Дени Сора называет созданную Мильтоном систему «христианским материализмом» (1928). По мнению Сора, вся философская система Мильтона выводится из каббалы, за исключением его материализма; материализм Мильтона выводится из учения Роберта Фладда, за исключением его мортализма, который он разделял с современными ему английскими морталистами. Согласно советcкому литературоведу А. А. Чамееву, в книге Мильтона «смешались материалистические и религиозно-идеалистические, гуманистические и пуританские воззрения».
Относительно Святого Духа Англиканская церковь принимала доктрину филиокве о его двойном исхождении. Не принимая её, Мильтон в «Учении» доказывал, что Дух состоит из субстанции (лат. substantia), но не имеет его сущности (лат. essentia). Указывая на то, что из Священного Писания невозможно сделать вывод о том, был ли Святой Дух порождён или создан, Мильтон полагает обычные в данном случае богословские термины об «исхождении» и «эманации» не уместными. Взгляды Мильтона по данному вопросу близки македонианским, а также богословию Воллеба.

### Тринитарный вопрос

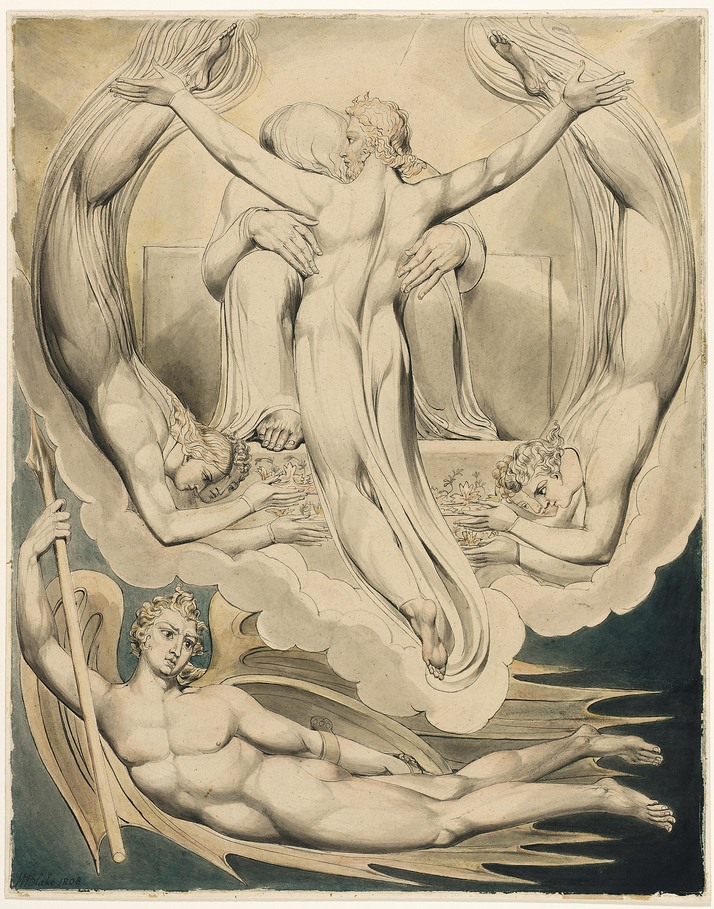
«Христос предлагает искупить человечество». Иллюстрация Уильяма Блейка к поэме «Потерянный рай», акварель, 1808

Обнародование бесспорно еретического «Учения» поставило вопрос о том, в какой мере в остальных произведениях Мильтона, прежде всего в считавшемся безусловно ортодоксальным «Потерянном рае» проявляется его гетеродоксия. То обстоятельство, что чистовая копия рукописи «Учения» была сделана Пикаром между 1658 и 1660 годами давал основания предположить, что трактат мог являться богословской основой изданной в 1667 году поэмы. Детальное обоснование этого тезиса представил в 1941 году Морис Келли (Maurice Kelley, This Great Argument: A Study of Milton’s De Doctrina Christiana as a Gloss upon Paradise Lost). Опровергая это утверждение, Уильям Хантер (William B. Hunter) указывает на то, что те места в «Потерянном рае», на еретичность которых обратил внимание Келли, до появления «Учения» таковыми не считались. Из этого Хантер сделал вывод, что Мильтон не мог быть автором данного трактата. Собственного решения проблемы авторства исследователь при этом не предложил, хотя, по его мнению, это мог быть религиозный радикал старшего поколения Джон Гудвин (ум. 1665). Тем не менее, многочисленные примеры того, что первые читатели «Рая» находили поэму еретической и более того, арианской, приводит американский литературовед Майкл Бауман. Среди тех, кто обратил внимание на то, что Бог Сын в поэме показан стоящим ниже Бога Отца, были Даниэль Дефо, Джон Толанд, Джонатан Ричардсон. В 1698 году священник Чарльз Лесли обвинял Мильтона в том, что его ангелы не знают о Троице. Первый издатель «Учения» Чарльз Самнер причислял к тем, кто, не зная об этом трактате, считал Мильтона арианином, его биографов Томаса Ньютона, Чарльза Симмонса, Джона Траппа и других.
В результате, по мнению американского литературоведа Дж. П. Рамрича (John P. Rumrich), вопрос следует поставить следующим образом: как получилось, что несмотря на то, что так много современников считало Мильтона еретиком, большинство наших современников считают «Потерянный рай» соответствующим ортодоксии? Анализируя эту проблему, Рамрич рассматривает взгляды Мильтона в контексте «Унитарианского спора» конца XVII века, когда была сделана попытка пересмотреть место антитринитаризма в протестантском богословии. Как писал сам Мильтон в памфлете «Об истинной религии» (1673):

Ариане и социниане начали спор против Троицы: они заявляют свою веру в Отца, Сына и Святого Духа согласно Священному Писанию и Апостольской вере; что касается терминов Троицы, триединства, единосущности, трёх лиц и тому подобное, они отрицают их как схоластические понятия, отсутствующие в Писании, которое по основной протестантской максиме ясно и просто и смысл которого может быть объяснён в самых ясных словах, необходимых и подходящих; тайна же, в действительности, в их софистических тонкостях, а в Писании — ясное учение.
Оригинальный текст (англ.)The Arian and Socinian are charg'd to dispute against the Trinity: They affirm to believe the Father, Son, and Holy Ghost, according to Scripture, and the Apostolic Creed; as for terms ofTrinity, Triunity, Coessentiality, Tripersonality, and the like, they reject them as Scholastic Notions, not to be found in Scripture, which by a general Protestant Maxim is plain and perspicuous abundantly to explain its own meaning in the properest words, belonging to so high a Matter and so necessary to be known; a mystery indeed in their sophistic Subtilties, but in Scripture a plain Doctrin.

Учитывая, что Мильтон критиковал «схоластическую софистику» и в других своих памфлетах, можно предположить, что Мильтон здесь встаёт на сторону антитринитариев (однако, У. Хантер делает из этой же цитаты противоположный вывод). При этом необходимо учитывать, что Акт о веротерпимости 1689 года, даровав права католикам, не сделал этого же для антитринитариев, и ещё в 1697 году в Глазго состоялась казнь 18-летнего студента за отрицание догмата о Троице. Основным доктринальным отличием арианства от ортодоксии, принимающей Никейский Символ веры 325 года, является отрицание того, что Христос является «рождённым и не сотворённым» Сыном Божьим. По мнению У. Хантера, такого отрицания в богословии Мильтона нет, но есть субординационизм, то есть признание Сына подчинённым отцу. Хотя это учение о субординации была отвергнуто Первым Никейским собором, само слово «субординационизм» не несло такого груза отрицательных коннотаций, какие за столетия получило слово «арианство» и к XVII веку было практически забыто. Согласно М. Бауману, изображение Сына в «Потерянном Рае» полностью соответствует тому, как это изложено в 5-й главе «Учения», где Сын трактуется как ограниченное в пространстве, не вечное, но происходящее во времени от вечного и вездесущего Отца. Утверждается, что божественная природа и власть Сына не присущи ему, а происходят от Отца, уделившему их столько, сколько пожелал. Хотя такой взгляд близок к учениям Ария и Социна, существенным отличием является признание Мильтоном единосущности Сына Отцу. Однако это утверждается не в смысле Никейского Символа веры, а в той степени, в какой Отец является первоосновой всех существ. Это вполне соответствует соотношению Отца и Сына, показанному в «Рае». Так, Сын показан не всеведущим: он не знает о замысле Отца относительно человечества, пока не вступает с ним в спор и не предлагает себя в жертву. Неоднократно показывается изменяемая природа Сына и его подчинённость воле Отца. По образному замечанию литературного критика Уильяма Эмпсона, в «Рае» Отец и Сын «неидентичны примерно как терьер и верблюд».

### Сотериология
Я милости особой [спасения] удостою

Избранников немногих; таково

Мое соизволенье. Остальных

Не перестану обличать в грехах,

Дабы разгневанное Божество

Просили о прощении, пока

Ещё не поздно, и Господь благой

Их милосердно призывает. Мрак

Людских умов я просветлю, смягчу

Сердца их каменные, побудив

Раскаяться, покорствовать, молить.

К раскаянью, покорству и мольбам

Чистосердечным Я не буду глух

И слеп. Я в души Совесть им вселю, -

Вождя и Судию. Кто внемлет ей,

От света к свету следуя, стремясь

К заветной цели, тот себя спасет.

Но презирающий долготерпенье

Создателя и пренебрегший Днем

Прощения — не будет пощажен.
Если тринитарные взгляды Мильтона были откровенно еретическими, соответствие его сотериологии кальвинистской является более сложным вопросом. Разногласия в протестантской сотериологии, учении о спасении, возникли из противоречий в Священном Писании. С одной стороны, комментатор посланий апостола Павла Амброзиастер толкуя 1Кор. 1:4—9 указывал, что «так установлено Богом, что верующий во Христа будет спасен без труда — одной только верой даром получает он отпущение грехов». С другой стороны, в Иак. 2:24 говорится, что «Видите ли, что человек оправдывается делами, а не верою только?». Это противоречие Мартин Лютер решал подвергая сомнению аутентичность посланий Иакова и добавляя слово «только» в Рим. 3:28 («Ибо мы признаем, что человек оправдывается верою, независимо от дел закона»). Свою позицию по этому вопросу Мильтон формулирует во второй книге учения (II.1, «О делах божьих»): «никакие дела не могут быть хорошими только верой; но вера является существенной формой добрых дел, она определяет форму бытия, и через неё вещи таковы, каковы они есть». Относительно искупления Мильтон придерживался распространённой среди протестантов «судебно-заместительной» теории, в которой Бог Отец выступал в качестве сурового судьи, а Иисус адвокатом падшего человечества. При этом страдания Иисуса, призванные удовлетворить требования карающего Отца, в разных протестантских деноминация относились либо ко всем христианам, либо избранным праведникам, или же, как у социниан, имели не действенный, а указательный смысл. Этому вопросу в трактате Мильтона посвящена глава I.16 «О служении искупления».
Первоначально учение о благодати возникло в споре богословов IV века епископа Августина Гиппонского и британским монахом Пелагием о свободе воли. Согласно Пелагию, человек имеет возможность и свободу принять решение в пользу добра. Грех проявляется лишь в отдельных волевых актах, и если человек выбирает зло, он грешит. Но ничто не препятствует тому, чтобы он смог выбрать добро и тем самым избежать греха. Пелагий отвергает представление о том, что грех является склонностью человека или его природой. Как следствие, Пелагий также отвергает идею первородного греха. Роль благодати, согласно Пелагию, состояла в том, чтобы поддержать человека в его стремлении к добру. Напротив, Августин полагал, что человек сам ничего не может сделать для своего спасения, его воля неспособна делать добро, и потому спасение может быть результатом только деяния Божия. Основой спасения является благодать, а не свободная воля человека. Позднее были поставлены вопросы о том, можно ли сопротивляться воздействию благодати, и возможно ли предопределение ко злу. Компромиссной позиции придерживался их современник Иоанн Кассиан, признававший первородный грех, однако не отрицавший и свободную волю.
В протестантском богословии по этому вопросу различные позиции заняли Жан Кальвин, принявший точку зрения Августина в её более жёстком варианте, и Якоб Арминий, склонившийся к мнению Кассиана. В кальвинизме спасение является безусловным предназначением избранных, которые не могут сопротивляться снисхождению на них благодати, тогда как грешникам столь же безусловно предопределено отсутствие спасения. Арминианцы, с другой стороны, полагали спасение условным, результатом индивидуального выбора принимать или не принимать благодать. Спор между кальвинистами и арминианцами обсуждался на Дордрехтском синоде 1619 года. Синод рассмотрел и отверг арминианские «Пять пунктов ремонстрации», встав тем самым на сторону кальвинистов. При этом, однако, арминианская доктрина спасения была принята лодианской церковью в Англии (к которой, как было сказано, принадлежала семья Мильтона). Рассматривая этот вопрос в «Учении», Мильтон отвергает возможность того, что все человеческие действия контролируются Богом, поскольку «никакой закон необходимости нельзя допустить, кроме логики или, другими словами, что говорит голос разума» (I.3, «О божественных постановлениях»). Далее Мильтон объясняет, что божественное всеведение не исключает свободы воли человека, поскольку одно не влияет на другое. По вопросу о предопределении ко злу Мильтон занял позицию, отличающуюся как от кальвинистов, так и от арминиан. По его мнению (см. также врезку), оно может быть приписано не одной только божественной воле но, в большей степени, отказу от покаяния по собственному выбору. Аналогичным образом полагали Джон Гудвин и Мигель Серветус.
Мнение о том, что позднее богословие Мильтона следует называть арминианским, высказал ещё в XVIII веке знаменитый лексикограф Сэмюэл Джонсон. Последующие исследователи преимущественно согласились с ним. Противоположное мнение высказал в 1938 году Джозеф МакДилл (Joseph M. McDill, «Milton and the pattern of Calvinism»), согласно которому «не может быть никаких сомнений, что „Потерянный рай“ полностью соответствует пяти пунктам кальвинизма». Важность этой проблемы пояснил в 1997 году английский исследователь Пол Селлин (Paul R. Sellin, «John Milton’s Paradise Lost and De Doctrina Christiana on Predestination»), согласно которому отношение к доктрине о предопределении можно рассматривать как «определяющую границу» (decisive limitus ) в выяснении «совместимости» «Учения» и «Потерянного рая», то есть в вопросе об авторстве трактата. По заключению Селлина, такую границу действительно можно провести, однако его выводы о степени её принципиальность не были полностью приняты.

## Использование Библии в «Учении»
Трактат разделён на вступление и две книги, «О познании Бога» и «О служении Богу». Во вступлении излагаются цели написания «Учения» и описывается духовная эволюция, которая этому предшествовала. Этот путь начался ещё в юности, когда автор изучал «краткие системы богословов», затем «более пространные тома божественности», где его внимание привлекли «противоречивые аргументы в спорах о некоторых разделах веры». На этой стадии Мильтон сформулировал для себя некоторых набор основных положений (лат. loci communes), тезисов, на которые он в дальнейшем будет описаться. Перейдя к «пространным» учениям, Мильтон обнаружил, что его взгляды выступают в противоречие с взглядами учителей Церкви. В результате он принял решение основывать своё учение не на вторичных источниках, а только на Библии. По наблюдению У. Хантера, «Учение» написано с использованием обоих подходов, и содержит как расширенное цитированием Библии изложение Воллеба и Эймса, так и самостоятельные рассуждения о природе Бога и его свойствах. В качестве основы своих рассуждений Мильтон указывает во вступлении Библию, которую он далее в своём трактате обильно цитирует. Это не было характерно ни для рамистов, ни для большинства богословов, известных Мильтону, и он указывает на это своё отличие. Собственные усилия по интерпретации Священного Писания Мильтон обозначает как результат тщательных размышлений на основе восприятия божественного откровения (лат. id fide non aliunde quam divinitus accepta). Не навязывая собственный авторитет, поскольку никто не должен слепо принимать мнения других, Мильтон говорит, что следует дождаться, пока осознание Библии не убедит читателя и не вызовет в нём веру. Анализируя «переполнение» текста библейскими цитатами, и то насилие над читателем, которое этот приём вызывает, исследователи Мильтона отмечают, что автор «здесь и не здесь» — он «здесь» в той мере, в какой язык цитат является его собственным.
В этой связи существенным является установить взаимоотношение Мильтона с библейским текстом, которое не было простым. Известно, что он считал текст Библии повреждённым, и не предпочитал какой-то определённый её перевод или вариант. Единственная сохранившаяся «семейная Библия» Мильтона с его пометками — «авторизованная» Библии короля Иакова". Также Мильтон использовал англоязычную Женевскую Библию. Из латинских переводов Мильтон использовал Вульгату Иеронима Стридонского и более современную версию протестантов Франциска Юниуса и Иммануила Тремеллия. Ещё Чарльз Самнер обратил внимание, что Мильтон пользовался именно этим переводом. В Англии Библия Юниуса и Тремеллия печаталась начиная с 1580 года но, судя по опечаткам, Мильтон пользовался женевским изданием 1630 года. Американский специалист по творчеству Мильтона Гаррис Флетчер провёл исследование способа цитирования Библии в «Учении», и обнаружил, что оно было далеко от буквального. Помимо многочисленных случаев изменения порядка слов, Мильтон заменял имена собственные, которые Юниус и Тремеллий приводили к древнееврейскому произношению, на более распространённые варианты из Библии короля Иакова. Также примечательны орфографические замены в цитатах. Характерные для XVII века замены qu на c (например, loquutus → locutus) сделаны не по всему тексту рукописи, а замена quum → cum только в первых 15 главах первой книги, что может указывать на участие Мильтона в первоначальной правке текста. Общий характер текстуальных вариаций позволяет предположить, что секретари практически не знали латынь, и более поздние из них производили сверку текста цитат с оригиналом Юниуса и Тремеллия. Существует также версия, что Мильтон пользовался Лондонской Полиглоттой Брайана Уолтона, однако доказательств, что это многотомное издание было в его распоряжении, нет.

## Критика и изучение
Обнаружение и издание «Учения» Мильтона вызвало в Англии значительный общественный резонанс. Одним из первых в августе того же года на выход книги откликнулся молодой Томас Маколей, мнение которого было скорее отрицательным. по его мнению, эта «книга не увеличит славы Мильтона», хотя и написана на превосходной латыни. «Еретические учения» автора Маколей не разделяет, однако, по его мнению, в арианстве Мильтона можно было заподозрить уже на основании «Потерянного рая». В целом же, вопрос о том, какие взгляды изложены в этой книге не имеет особого значения, поскольку ей суждено забвение. Тем не менее, сразу после выхода книги в свет она вызвала шок, поскольку ранее серьёзно возможность наличия еретических взглядов у Мильтона не рассматривалась. Такие подозрения были, и епископ Томас Ньютон писал, что некоторые предполагали арианские симпатии у Мильтона, но множество мест в его сочинениях опровергают это. Множество вышедших к тому времени биографий поэта единогласно считали его религиозные взгляды ортодоксальными, а его поэтический эпос называли «вторым по значимости после Библии». Антитринитаризм Мильтона был тем более удивителен, что «Потерянный рай» считался образцово тринитарианским произведением даже унитарианами.
Труд Мильтона не оказал никакого влияния ни на религиозные споры XVII века, ни позднее, поскольку к моменту своего обнаружения полностью утратил актуальность. Тем не менее, неожиданная публикация «Учения» вызвала многочисленные отклики в английской светской и религиозной печати. Популярный журнал ортодоксальных кальвинистов Evangelical Magazine в своей рецензии обратил внимание на крайнюю еретичность взглядов Мильтона, прежде всего на то, что он «верил в Сына как не более чем одно из величественных творений», смертность души. Предполагая возможность того, что некоторые из идей Мильтона будут использованы баптистами, рецензент предостерегал их от того, чтобы использовать в качестве союзника «арианина, материалиста, сторонника полигамии, гуманитариниста и, фактически, подстрекателя к практически каждой из ошибок, поражавшей Божью Церковь». В 1826 году в этом же журнале вышла серия из шести статей известного критика унитарианства и арианства, богослова Джона Пай-Смита. В первой статье цикла Пай-Смит указал, что учение Мильтона о Христе, как о низшем Боге, соответствует учению ариан IV и V веков и их позднейших последователей в Англии. Далее он раскритиковал тенденцию Мильтона буквально трактовать указания Библии на антропоморфные свойства Бога, но в целом поддержал мнение об утрате силы законов Моисея. С утверждением Мильтона об отмене института брака критик не согласился. Баптистское издание «Baptist Magazine» действительно высказалось положительно об «Учении» заявив, что Мильтон был анти-педобаптистом. Унитарианские издания преимущественно встретили публикацию «Учения» с энтузиазмом, видя в Мильтоне ценного союзника, несмотря на достаточно существенные доктринальные разногласия. Издания официальной Англиканской церкви дали широкий спектр оценок — отмечая религиозные заблуждения великого поэта, критики, как правило, считали их вполне простительными. Наконец, светские издания преимущественно сочли обнаружение и издание «Учения» событием достаточно маловажным, ценным, разве что, дополнительными возможностями для понимания скрытого смысла «Потерянного Рая».
Более полутора столетий после высказанных епископом Томасом Бёрджессом сомнений («Milton Not the Author of the Lately Discovered Work „De Doctrina Christiana“: Three Discourses Delivered at the Anniversary Meetings of the Royal Society of Literature in the Years 1826, 1827, and 1828», 1829) вопрос об авторстве «Учения» не поднимался. В важнейшей работе М. Келли (This Great Argument, 1941) трактат был вписан в контекст идей, высказанных в других произведений Мильтона, после чего сложилась традиция рассматривать «Учение» как богословскую «глоссу» к «Потерянному раю». Новое дыхание в дискуссию об авторстве внёс Уильям Хантер, указавший в 1991 году три новых аргумента: несогласованность «Учения» с другими произведениями Мильтона, состояние рукописи и внешние обстоятельства, прежде всего сомнительную достоверность сведений Дэниэла Скиннера. Эти предположения вызвали достаточно оживлённую дискуссию на страницах журналов Studies in English Literature, «Milton Studies» и «Milton Quarterly». Хотя аргументация Хантера была в целом отвергнута, она способствовала переосмыслению богословских идей поэм Мильтона. Обстоятельный анализ рукописи, текста, стиля и богословских идей «Учения» был выполнен в 2007 году (Campbell et al., 2007).
Английский перевод Чарльза Самнера 1825 года не был идеален, и его неточности усилили впечатление от неортодоксальных взглядов Мильтона. В своём переводе Самнер использовал фразы из англоязычных произведений Мильтона, что способствовало восприятию трактата как аутентичного. Перевод для издания прозы Мильтона Генри Бона (1853) был немного исправлен. Дальнейшие исправление были внесены в Колумбийское издание (1933). Для Йельского издания в 1973 году новый перевод выполнил оксфордский литературовед Джон Кэри. Его перевод, обладая бо́льшими литературными достоинствами, также не вполне точен. Последний к настоящему времени перевод вышел в 2012 году. Дж. Хейл и Дж. Каллингтон не только подготовили новый перевод, но и впервые издали полный латинский текст трактата.

### Сочинения Дж. Мильтона
- A Traitise on Christian Doctrine compiled from th Holy Scripture alone; by John Milton / Translated from the original by Charles M. Sumner, M. A.. — 1825. — 711 p.
- The Complete Prose Works of John Milton / ed. Maurice Kelley, trans. John Carey. — Yale University Press, 1973. — Vol. VI.
- Дж. Мильтон. Потерянный рай. Возвращённый рай. Другие поэтические произведения. — М. : Наука, 2006. — 860 с. — (Литературные памятники). — ISBN 5-02-033240-2.
- John Milton. De Doctrina Christiana / Eds. John K. Hale and J. Donald Cullington. — The Complete Works of John Milton. — Oxford University Press, 2012. — Vol. 8. — ISBN 978–0–19–965189–4.

### Исследования
на английском языке
- Campbell G., Corns T. N., Hale J.K., Tweedie F. J. Milton and the Manuscript of De Doctrina Christiana. — Oxford University Press, 2007. — 180 p. — ISBN 978–0–19–929649–1.
- The Milton Encyclopedia / Ed. by T. N. Corns. — Yale University Press, 2012. — 406 p. — ISBN 978-0-300-09444-2.
- Danielson D. R. Miltons Good God: A Study in Literary Theodicy. — Cambridge University Press, 1982. — 292 p. — ISBN 978-0-521-23744-4.
- Fallon S. M. "Elect above the rest": theology as self-representation in Milton // Milton and Heresy. — 1998. — P. 93—116.
- Fletcher H. F. The Use of the Bible in Milton's Prose. — 1929. — P. 50. — 176 p.
- Lewalski B. K., Shawcross J. T., Hunter W. B. Forum: Milton's Christian Doctrine // Studies in English Literature, 1500-1900. — 1992. — Vol. 32, № 1. — P. 143—166. — JSTOR 450945.
- Hill Ch. Professor William B. Hunter, Bishop Burgess, and John Milton // Studies in English Literature, 1500-1900. — 1994. — Vol. 34, № 1. — P. 165—193. — JSTOR 450792.
- Hunter W. B,. The Provenance of the Christian Doctrine // Studies in English Literature, 1500-1900. — 1992. — Vol. 32, № 1. — P. 129—142. — JSTOR 450944.
- Hunter W. B. Animadversions upon the Remonstrants' Defenses against Burgess and Hunter // Studies in English Literature, 1500-1900. — 1994. — Vol. 34, № 1. — P. 195—203. — JSTOR 450793.
- Kelley M. Milton's Debt to Wolleb's Compendium Theologiæ Christianæ // PMLA. — 1935. — Vol. 50, № 1. — P. 156—165. — JSTOR 458288.
- Kerr J. A. De Doctrina Christiana and Milton’s Theology of Liberation // Studies in Philology. — 2014. — Vol. 111. — P. 346—374. — doi:10.1353/sip.2014.0014.
- Larson M. A. Milton and Servetus: A Study in the Sources of Milton's Theology // PMLA. — 1926. — Vol. 41, № 4. — P. 891—934. — JSTOR 457453.
- Lewalski B. K. The Life of John Milton: A Critical Biography Revised Edition. — Blackwell Publishers Ltd, 2000. — 777 p. — ISBN 0–631–17665–9.
- Lieb M. Theological Milton: Deity, Discourse and Heresy in the Miltonic Canon. — Pittsburgh: Duquesne University Press, 2006. — 359 p. — ISBN 9780820705149.
- Mineka F. E. The Critical reception of Milton's "De Doctrina Christiana" // Studies in English. — 1943. — № 23. — P. 115—147.
- Rumrich J. P. Milton's Arianism: why it matters // Milton and Heresy. — 1998. — P. 75—92.
- Schwartz R. M. Citation, authority, and De Doctrina Christiana // Politics, Poetics, and Hermeneutics in Milton's Prose. — 1990. — P. 227—240.

на русском языке
- Маколей Т. Б. Мильтонъ // Полное собраніе сочиненій. — 1865. — Т. I.
- Чамеев А. А. Джон Мильтон и его поэма «Потерянный Рай». — Л. : Изд-во ЛГУ им. А. А. Жданова, 1986. — 127 с.
- Хэгглунд Б. История западного богословия. — Минск, 2001. — 469 p.